# Den Helder SUNS (vrouwenbasketbal)
Den Helder SUNS, opgericht als BV Den Helder, is een damesbasketbalteam uit Den Helder. Thuisbasis is de sporthal in park Quelderduyn.

## Historie
Het team kent zijn oorsprong in BV Noordkop, waarvan het zich, net als het topteam bij de heren, in 1981 afsplitste. Beide profteams gingen verder onder de stichting Top Basketbal Noordkop. Het team promoveerde in 1983 naar de eredivisie, waar het sindsdien onder diverse (sponsor)namen in speelt. In het eerste seizoen onder de naam Albert van Zoonen Cracks/Noordkop en onder leiding van Meindert van Veen. Vanaf 1984 speelden ze onder de naam Doppeldouche Den Helder. In 1984/1985 werd het eerste landskampioenschap behaald.
Doordat de verdeling van sponsorgelden tussen de heren en dames ervoor zorgde dat de dames hun sportieve ambitie niet konden waarmaken werd besloten tot oprichting van een zelfstandige vereniging; BV Den Helder. Dit zorgde ervoor dat een eigen sponsor kon worden aangetrokken waarna ze onder de namen HOI Den Helder en Amiga Den Helder vier keer op rij landskampioen werden. In 1993 ging coach Van Veen leiding geven aan het herenteam, waarna hij in 1995 terugkeerde bij de dames. Tussen 1999 en 2005 waren de dames en heren weer verenigd.
Omdat Van Veen zijn bondscoachschap bij het Nederlands damesbasketbalteam niet langer kon combineren met het zijn van clubtrainer nam hij in 2011 afscheid als coach van het Helderse team. In 2021 werd Dozy BV Den Helder, wat destijds de naam was, voor het eerst in twaalf jaar weer landskampioen.
Met ingang van het seizoen 2021/2022 draagt het team, net als het herenteam van Den Helder, de naam Den Helder SUNS. Hierdoor ontstaat er een gemeenschappelijke uitstraling. Beide teams behouden wel een eigen bestuur en begroting. Anno 2023 is Dozy BV Den Helder nog wel de naam van de amateurvereniging. In het seizoen 2023/2024 verhuisde de club van Sporthal Sportlaan naar een nieuwe thuisbasis in het vernieuwde sportcomplex Quelderduyn.

## Clubnamen[8]
| - 1983–1984: Albert van Zoonen Cracks/Noordkop - 1984–1986: Doppeldouche Den Helder - 1986–1989: HOI Den Helder - 1989–1993: Amiga Den Helder |  | - 1993–1995: KDH/Stars - 1995–1997: Rapid Service Den Helder - 1997–2000: NUVA Den Helder - 2000–2001: Conesco Den Helder |  | - 2001–2002: BC Noordkop - 2002–2003: CEB / Noordkop - 2003–2005: Cape Holland - 2005–2008: Yellow Bike Den Helder |  | - 2008–2011: HLB Accountants Den Helder - 2011–2012: BV Den Helder - 2012–2021: Dozy BV Den Helder - 2021– : Den Helder SUNS |

## Coaches
| - Meindert van Veen (1983-1993) - Maarten Tromp (199?-1995) - Meindert van Veen (1995-2011) - Frank de Wit (2011-2013) | - Ton Bootsman (2013-2014) - Robert Tinga (2014-2016) - Anna Vicenzetto (2016-2016) - Meindert van Veen (2016-2017) | - Anna Vicenzetto (2017-2019) - Mario Bennes (2019-2024) - Laura Kooij (2024-heden) |

## Erelijst
- 16x Landskampioenschap (1985, 1988, 1989, 1990, 1991, 1996, 1998, 1999, 2000, 2004, 2005, 2006, 2008, 2009, 2021, 2022)
- 8x NBB-Beker (1992, 1993, 1997, 1998, 1999, 2007, 2020, 2023)
- 7x Final Four (1995, 1996, 1998, 1999, 2001, 2004, 2008)[20]